# Spezifischer Drehwinkel
| Spezifischer Drehwinkel |
| {\displaystyle \left[\alpha \right]_{\text{D}}^{25}=+28\mathrm {\ (\rho =2;\ H_{2}O)} } {\displaystyle \left[\alpha \right]_{589}^{20}=-147\mathrm {\ (\rho =4;\ CHCl_{3})} } |
| Beispiele für die Angabe des spezifischen Drehwinkels [α] einer chiralen Substanz inklusive der Messbedingungen. Oben: positives Vorzeichen, 25 °C Messtemperatur, gelbes Natriumlicht (Natrium-D-Linie), Konzentration 2 g Substanz gelöst zu 100 ml in Wasser. Unten: negatives Vorzeichen, 20 °C Messtemperatur, 589 nm Wellenlänge, Konzentration 4 g Substanz gelöst zu 100 ml in Chloroform. |

Der spezifische Drehwinkel {\displaystyle [\alpha ]}, oft auch spezifische Drehung genannt, ist eine physikalische Größe in der Polarimetrie, welche die optische Aktivität einer chemischen Substanz oder ihrer Lösung angibt.  Der Drehwinkel {\displaystyle \alpha } auch Drehung oder Drehwert genannt, ist eine Messgröße. Er wird mit Hilfe eines Polarimeters bestimmt und gibt die Drehung der Ebene von linear polarisiertem Licht beim Durchgang durch eine optisch aktive Substanz an.

## Drehwinkel
Der Drehwinkel {\displaystyle \alpha } trägt üblicherweise die Einheit Grad und hat ein Vorzeichen. Wird die Ebene des Lichts beim Blick in Richtung der Lichtquelle im Uhrzeigersinn gedreht, ist das Vorzeichen positiv (+) und man spricht von einer Rechtsdrehung. Im umgekehrten Fall ist das Vorzeichen negativ (−), man spricht von einer Linksdrehung. Reinstoffe, deren Moleküle eine Drehspiegelachse besitzen – und nur diese – haben einen Drehwinkel von 0°, sind also optisch inaktiv. Racemate (1:1-Gemische von Enantiomeren) haben auch einen Drehwert von 0°, da sich die Drehwinkel der Enantiomeren gegenseitig aufheben. Viele Naturstoffe (Alkaloide, Aminosäuren, Terpene, Zucker etc.) sind im Unterschied dazu jedoch chiral und kommen in der Natur fast immer als enantiomerenreine Stoffe vor, die einen Drehwert {\displaystyle \alpha \neq 0} besitzen.

## Spezifischer Drehwinkel
Der gemessene Drehwinkel {\displaystyle \alpha } ist abhängig von der verwendeten Probe und den genutzten Messbedingungen im Polarimeter. Neben der Konzentration der chemischen Substanz und der durchstrahlten Probendicke hängt der Wert von dem verwendeten Lösemittel (wenn verwendet), der Temperatur und der Wellenlänge der verwendeten Lichtquelle ab. Um dennoch Substanzen miteinander vergleichen zu können, wurde der spezifische Drehwinkel {\displaystyle [\alpha ]} eingeführt, der sich durch das Biot-Gesetz (nach Jean-Baptiste Biot) wie folgt bestimmen lässt:
Reine Flüssigkeiten:
{\displaystyle \left[\alpha \right]={\frac {\alpha }{\rho \cdot d}}}
Analog dazu für Lösungen:
{\displaystyle \left[\alpha \right]={\frac {\alpha }{\beta \cdot d}}}
mit
- dem gemessenen Drehwinkel {\displaystyle \alpha }; üblicherweise in Grad
- der durchstrahlten Dicke {\displaystyle d}; üblicherweise in Dezimeter (dm)
- der Dichte {\displaystyle \rho } einer reinen Flüssigkeit; üblicherweise in Gramm (g) je Milliliter (ml)
- der Massenkonzentration {\displaystyle \beta } der Lösung; üblicherweise in Gramm (g) Substanz je Milliliter (ml) Lösung

Wie der (absolute) Drehwinkel wird auch der spezifische Drehwinkel mit positivem Vorzeichen (+) angegeben, wenn die Verbindung rechtsdrehend ist, d. h., die Drehung erfolgt mit Blick gegen die Strahlrichtung im Uhrzeigersinn. Ein negatives Vorzeichen erhalten hingegen linksdrehende Verbindungen mit einer Drehung gegen den Uhrzeigersinn. Spiegelbild-Isomere (Enantiomere) haben daher zwar den gleichen Betrag, aber unterschiedliches Vorzeichen.
Aus der Einheitenrechnung der obigen Gleichung und den verwendeten Einheiten der Messparameter ergibt sich für den spezifischen Drehwinkel {\displaystyle [\alpha ]} die Einheit Grad mal Milliliter je Dezimeter und Gramm (°·ml·dm−1·g−1). Durch kürzen erhält man daraus in SI-Einheiten °·cm2· 10 g−1 bzw. rad·m2·kg−1.
Hierbei ist anzumerken, dass in der Fachliteratur häufig Angaben in Grad oder dimensionslos zu finden sind, die nicht die korrekte Dimension des spezifischen Drehwinkels wiedergeben. Es handelt sich vielmehr um auf die üblichen Messbedingungen (°·ml·dm−1·g−1 für reine Flüssigkeiten oder Lösungen bzw. °·ml·g−1·mm−1 für Feststoffe) normierten Werte, die nur unter deren Nennung korrekt zugeordnet werden können. Auch wenn diese Form der Angabe bequemer und weit verbreitet ist, sei an dieser Stelle wegen der erhöhten Gefahr einer Fehlzuordnung von deren Verwendung abgeraten.
Die Wellenlänge {\displaystyle \lambda } des verwendeten Lichts und die Messtemperatur {\displaystyle t} fließen nicht in die Berechnung des spezifischen Drehwinkels ein – ein solches Modell für alle Substanzen und Konzentrationen existiert noch nicht und wäre sehr komplex. Die Messbedingungen werden stattdessen dem spezifischen Drehwert als Index bzw. als Hochzahl angefügt: {\displaystyle \left[\alpha \right]_{\lambda }^{t}}.
Die Angabe der Messtemperatur {\displaystyle t} erfolgt hierbei üblicherweise in Grad Celsius (°C), daher wird häufig nur der Zahlwert der Temperatur angegeben, beispielsweise 20 für 20 °C: {\displaystyle \left[\alpha \right]_{\lambda }^{20}}.
Analog dazu entfällt auch bei der Wellenlänge des Lichts {\displaystyle \lambda }, üblicherweise in Nanometer (nm), die Einheitenangabe: {\displaystyle \left[\alpha \right]_{589}^{t}}. Des Weiteren wird bei Messungen mit gelben Licht der Na-D-Linie (589,3 nm) oft das Kürzel {\displaystyle \left[\alpha \right]_{\text{D}}^{t}} statt der Wellenlänge 589 nm verwendet.
Da auch das verwendete Lösungsmittel großen Einfluss auf den spezifischen Drehwert haben kann (vgl. Tabelle), muss dieses zusätzlich angegeben werden. Denn für einen Stoff X ist {\displaystyle [\alpha ]} eigentlich eine intensive Größe, unter Umständen hängt {\displaystyle [\alpha ]} aber doch von der Konzentration ab; deshalb sollte die Konzentration bei der Messung angegeben werden. Ein Lösemittel kann auch chemische Reaktionen auslösen, siehe Mutarotation. Bei der einzeiligen Angabe erfolgt die Nennung des verwendeten Lösungsmittels und der Massenkonzentration {\displaystyle \beta } in einer nachgestellten Klammer, beispielsweise für 10,3 g L-Alanin, gelöst in Wasser und aufgefüllt auf 100 ml, gemessen bei 25 °C mit Licht der Na-D-Linie:
{\displaystyle \left[\alpha \right]_{\text{D}}^{25}=+2{,}7^{\circ }\cdot \mathrm {\frac {ml}{dm\cdot g}} \ \left(\mathrm {H_{2}O} ,\beta =103\ \mathrm {\frac {mg}{ml}} \right)}
Es sei auch hier darauf hingewiesen, dass die Einheit der verwendeten Konzentration häufig entfällt oder separat genannt wird.
| Substanz                                         | Konzentration | Lösungsmittel | {\displaystyle \left[\alpha \right]_{\text{D}}^{20}} in °·ml·dm−1·g−1 | Quelle |
| ------------------------------------------------ | ------------- | ------------- | --------------------------------------------------------------------- | ------ |
| α-D-Glucose                                      | n. a.         | Wasser        | +112,2                                                                | [ 9 ]  |
| β-D-Glucose                                      | n. a.         | Wasser        | +17,5                                                                 | [ 9 ]  |
| D-Glucose im Lösungsgleichgewicht (Mutarotation) | n. a.         | Wasser        | +52,5                                                                 | [ 9 ]  |
| Saccharose                                       | n. a.         | Wasser        | +66,4                                                                 | [ 9 ]  |
| Vitamin D                                        | n. a.         | Ethanol       | +102,5                                                                | [ 9 ]  |
| Vitamin D                                        | n. a.         | Aceton        | +82,6                                                                 | [ 9 ]  |
| Vitamin D                                        | n. a.         | Chloroform    | +52,0                                                                 | [ 9 ]  |

## Molarer spezifischer Drehwinkel
Gelegentlich werden molare spezifische Drehwinkel angegeben, da sie einen besseren Vergleich unterschiedlicher optisch aktiver Verbindungen ermöglichen.
{\displaystyle \left[\alpha \right]_{\text{mol}}={\frac {M[\alpha ]}{100}}}
- mit M als molare Masse

Dieser Drehwinkel wird auch molare Drehung oder Molrotation genannt. Als Symbole werden auch {\displaystyle [M]}, {\displaystyle [\Phi ]} und nach IUPAC {\displaystyle \alpha _{\text{m}}} verwendet.

## Anwendung in Pharmazie und Chemie
Mit Hilfe des spezifischen Drehwinkels lassen sich chirale Arzneistoffe identifizieren und ihre Reinheit kontrollieren.
Bei enantioselektiven Synthesen hat man früher mit Hilfe des Drehwinkels die optische Reinheit op (englisch optical purity) des hergestellten Stoffes bestimmt: wenn der gemessene Drehwert bei bekannten Substanzen – z. B. Naturstoffen – identisch mit dem höchsten Literaturdrehwert war, klassifizierte man die optische Reinheit mit 100 %. Heute werden solche analytischen Untersuchungen meist chromatographisch (Dünnschichtchromatographie nach dem Prinzip der chiralen Ligandenaustauschchromatographie, Gaschromatographie, Hochdruckflüssigkeitschromatographie) unter Verwendung einer chiralen stationären Phase durchgeführt.
In der Lebensmittelchemie wird mittels der Polarimetrie die Konzentration von Zuckerlösungen bestimmt (Saccharimetrie).